# Unified Combatant Command

Die Unified Combatant Commands mit den Areas of responsibility, Verantwortungsbereiche der UCC-Regionalkommandos

Ein Unified Combatant Command (UCC, deutsch Vereinigtes Kampfkommando) ist aus mehreren Einheiten von zwei oder mehr Teilstreitkräften der Streitkräfte der Vereinigten Staaten zusammengesetzt und hat einen weitgefächerten und dauerhaften Auftrag. Sie unterteilen sich entsprechend ihrer Areas Of Responsibility (dt. militärischer Verantwortungs- und Zuständigkeitsbereich) in regionale und funktionale Kommandobereiche und wurden im Zuge der Streitkräftereform von 1986 organisatorisch festgelegt. Seit August 2019 gibt es elf Unified Combatant Commands.

## Geschichte
Die ersten Regionalkommandos stellten die Vereinigten Staaten mit der tiefgreifendsten Reform des US-amerikanischen Militärs seit 1947, dem Goldwater-Nichols Act im Jahre 1986 auf. Die Einführung dem Verteidigungsminister verantwortlicher Kommandeure, die militärische Operationen in ihrem geographischen Zuständigkeitsbereich durchführen sollten, beabsichtigte die Linderung der überbordenden Rivalitäten zwischen den Teilstreitkräften. Ihre Amtsbezeichnung lautete bis 2002 Commander-in-Chief mit ihrem entsprechenden Regionalzusatz.
Seit dem 11. September 2001 nimmt die Bedeutung des afrikanischen Kontinents für die Vereinigten Staaten aus vielfältigen Gründen stetig zu. Deshalb kündigte Präsident George W. Bush die Einrichtung eines bis 2008 einsatzbereiten Regionalkommandos für Afrika (US Africa Command) an.
Das US Joint Forces Command wurde zum 31. August 2011 aufgelöst.

## Befehlskette und Auftrag

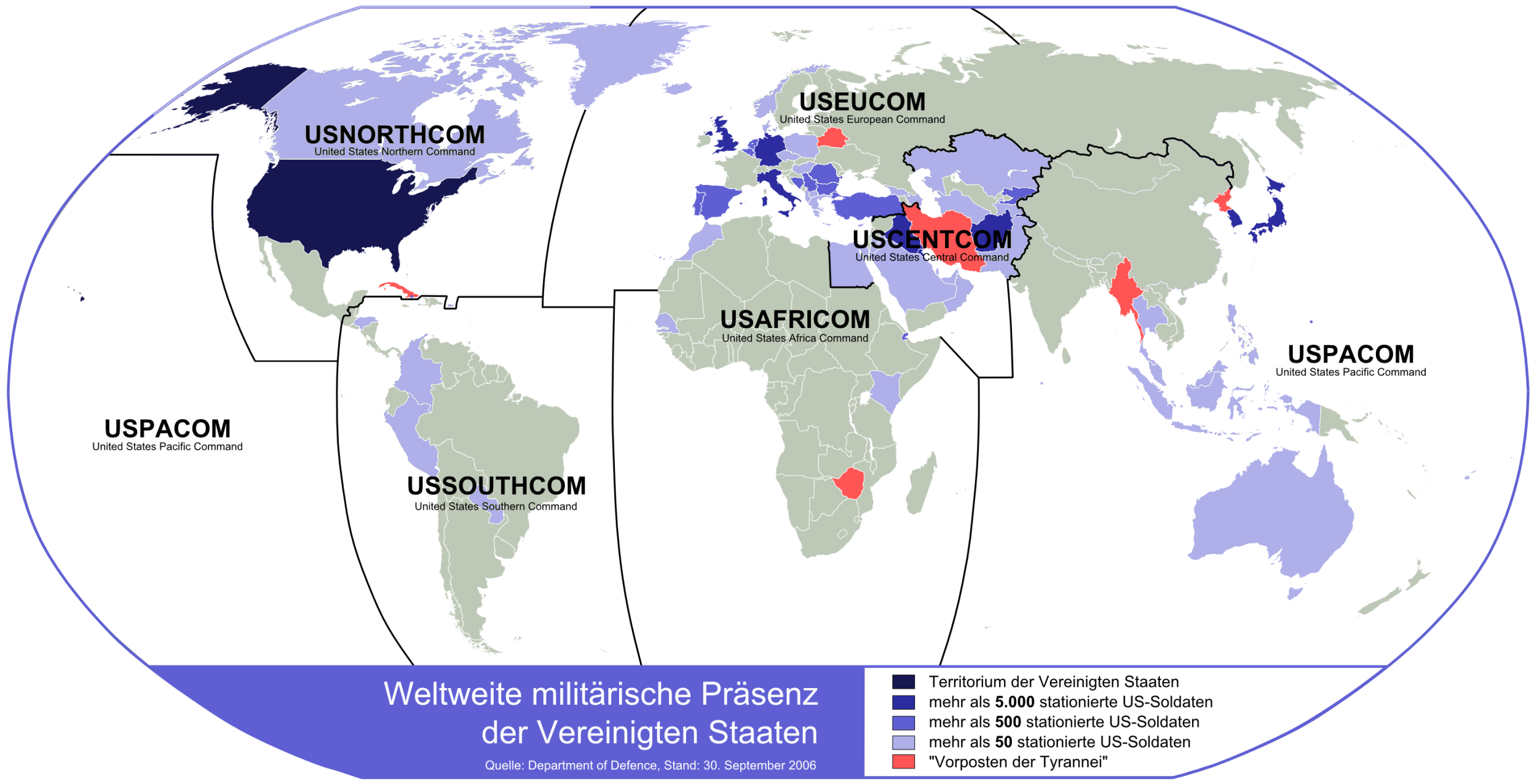
Areas of responsibility mit Stationierungsdichte

Die Befehlskette der US-Streitkräfte verläuft administrativ vom Präsidenten über den Verteidigungsminister (National Command Authority, NCA) zu den Joint Chiefs of Staff (JCS). Die operative Befehlskette verläuft jedoch vom Präsidenten über den Verteidigungsminister direkt zu den Kommandeuren der einzelnen Unified Combatant Commands.
Der Vorsitzende der Joint Chiefs of Staff kann die Kommunikation zu den Kommandeuren der Unified Combatant Commands übernehmen, hat dabei jedoch keine operative Befehlsgewalt über die Truppen.
Die Teilstreitkräfte verfügen über parallele Kommandostrukturen, ihre jeweiligen Regionalkommandos sind in die zentralen UCCs integriert.
Die geographisch ausgerichteten UCCs sind nicht ausschließlich für die überregionale Ausführung militärischer Aufträge aus dem Verteidigungsministerium zuständig, sondern darüber hinaus in das sicherheitspolitische und humanitäre Alltagsgeschäft der Vereinigten Staaten eingebunden. Daher ist das Pacific Command häufig an Rettungs- und Versorgungsmissionen nach Überflutungen und Erdbeben beteiligt, während das Southern Command in Kooperation mit dem State Department im März 2009 seine eigene Baseballmannschaft zu einer Begegnungstour durch Zentralamerika abordnete. Demgegenüber verfolgen die funktionalen UCCs vor allem konzeptionelle Ziele, vor allem in den Bereichen Logistik und Strategie.

## Regionalkommandos
| NORTHCOM-Logo    | Das US Northern Command (NORTHCOM) ist zuständig für Nordamerika und die militärischen und zivilen Behörden in der Heimatverteidigung auf allen föderalen Ebenen der Vereinigten Staaten. Das Hauptquartier von NORTHCOM ist auf der Peterson Air Force Base in Colorado Springs, Colorado, stationiert und steht unter der Führung von General Gregory Guillot (USAF), der zudem das Kommando über das North American Aerospace Defense Command (NORAD) innehat. |
| USINDOPACOM-Logo | Das US Indo-Pacific Command (USINDOPACOM) ist das zuständige Regionalkommando aller US-Truppen im pazifischen Raum und dem Indischen Ozean. In Nord-Südausdehnung erstreckt sich die Zuständigkeit von der Arktis bis zur Antarktis, inklusive des US-Bundesstaates Hawaii und der Truppen in Alaska. Das Hauptquartier von USINDOPACOM befindet sich auf der US-Marine-Corps-Basis Camp H. M. Smith auf der Insel Oʻahu (Hawaii) und steht unter der Führung von Admiral John C. Aquilino (USN). |
| SOUTHCOM-Logo    | Das US Southern Command (SOUTHCOM) ist zuständig für Lateinamerika und dabei verantwortlich für die Koordination und Führung aller militärischen Operationen der Vereinigten Staaten in Süd- und Mittelamerika sowie der Karibik. Das Hauptquartier von SOUTHCOM ist in Miami, Florida, stationiert und steht unter der Führung von Admiral Alvin Holsey (USN). |
| CENTCOM-Logo     | Das US Central Command (CENTCOM) ist das zuständige Regionalkommando für den Nahen Osten, Ägypten und Zentral-Asien. Bis zur Einrichtung des US Africa Command gehörten auch der ostafrikanische Raum vom Sudan bis einschließlich Somalia und Kenia zu seinem Zuständigkeitsbereich. Dabei war das Kommando für den Einsatz und die Koordination des US-Militärs und US-geführter Koalitionstruppen während zahlreicher Operationen, inklusive der Operationen Desert Storm und Desert Shield und der Operation Iraqi Freedom, zuständig. Das Hauptquartier von CENTCOM ist auf der MacDill Air Force Base nahe Tampa (Florida) stationiert und steht unter der Führung von General Michael Kurilla (USMC). |
| EUCOM-Logo       | Das US European Command (EUCOM) ist zuständig für alle militärischen Aktionen der Vereinigten Staaten in Europa, Russland, den Ländern des Kaukasus und der Türkei. Bis 2008 war das EUCOM zudem für den größten Teil Afrikas zuständig. Dabei war das Kommando verantwortlich für die US-amerikanische Militärpräsenz während zahlreicher Operationen, einschließlich der Operation Enduring Freedom, Operation Joint Guardian JTF Falcon (KFOR-Präsenz im Kosovo), Operation Allied Forces JTF Noble Anvil (der Luftoperationen am Anfang des Kosovokriegs) und der Operation Restore Hope (Unterstützung der US-Sicherheitsbestrebungen in Somalia). Das Hauptquartier von EUCOM ist in den Patch Barracks in Stuttgart (Deutschland) stationiert und steht unter der Führung von General Alexus G. Grynkewich (USAF), der innerhalb der NATO-Strukturen zudem den Posten des Supreme Allied Commander Europe (SACEUR) innehat. |
| AFRICOM-Logo     | Das US Africa Command (AFRICOM) ist das zuständige Regionalkommando für den afrikanischen Kontinent (exklusive Ägypten). Es wurde ab Oktober 2007 aufgestellt und erreichte seine Operationsfähigkeit im Oktober 2008. Das Hauptquartier, das auf dem afrikanischen Kontinent eingerichtet werden soll, ist bisher noch in den Kelley Barracks in Stuttgart (Deutschland) stationiert und wird seit August 2022 von General Michael E. Langley (United States Marine Corps) geführt. |
| SPACECOM-Logo    | Das ursprüngliche US Space Command (USSPACECOM) wurde 1985 eingerichtet und war bis 2002 der Vorläufer des heutigen United States Strategic Command (USSTRATCOM). 2019 wurde es als eigenständiges Kommando neu aufgestellt. Das Hauptquartier befindet sich auf der Peterson Air Force Base, Colorado. Aktueller Kommandeur (seit 2024) ist General Stephen Whiting (USSF). |

## Funktionalkommandos
| SOCOM-Logo      | Das US Special Operations Command (SOCOM) ist die zuständige teilstreitkraftübergreifende Kommandoeinrichtung sämtlicher US-amerikanischer Spezialeinheiten der US Army, US Air Force, US Navy und des US Marine Corps. Es führt weltweit Einsätze – auch unabhängig von den Regionalkommandos – durch (militärische Terrorismusbekämpfung und Unterstützung nachrichtendienstlicher Operationen) und hat seit dem Inkrafttreten des Nunn-Cohen Amendment 1987 einen eigenen Etat, der es de facto zu einer eigenen Teilstreitkraft macht, weil es als einziges Verbundkommando seine Truppen selbstständig plant, ausbildet, ausrüstet und zum Einsatz bringen kann unabhängig von einer Teilstreitkraft, den zivilen Staatssekretären im Verteidigungsministerium oder den Vereinigten Stabschefs. Das Hauptquartier befindet sich auf der MacDill Air Force Base in Florida und wird aktuell seit dem 30. September 2022 von General Bryan P. Fenton (United States Army) geführt. |
| STRATCOM-Logo   | Das US Strategic Command (STRATCOM) ist das zuständige Funktionalkommando für die Kontrolle der Nuklearwaffen der US-Streitkräfte sowie für Weltraumaktivitäten (z. B. auch Weltraumwaffen) und die National Missile Defense. Das Hauptquartier des STRATCOM befindet sich auf der Offutt Air Force Base in Nebraska und wird von Admiral Charles A. Richard (USN) geführt. |
| TRANSCOM-Logo   | Das US Transportation Command (TRANSCOM) ist zuständig für die Sicherstellung der weltweiten militärischen Mobilität der US-Streitkräfte. Das Hauptquartier befindet sich auf der Scott Air Force Base in Illinois und steht seit dem 4. Oktober 2024 unter dem Kommando von General Randall Reed (USAF). |
| USCYBERCOM-Logo | Das United States Cyber Command (USCYBERCOM) ist zuständig für die elektronischen Kriegsführung, Cyberoperationen und Internet-Sicherheit. Das Hauptquartier befindet sich im Fort Meade in Maryland und steht unter dem Kommando von General Timothy D. Haugh (United States Air Force\|USAF). |

## Ehemalige Kommandos
| JFCOM-Logo | Das US Joint Forces Command (JFCOM) hatte gemischte Kompetenzen und bestand von 1999 bis 2011. Es war das zuständige Regionalkommando für den Schutz der Seewege im Atlantischen Ozean und Nachfolger des United States Atlantic Command. Als Funktionalkommando war es zudem als Denkfabrik zuständig für die Weiterentwicklung des verbundenen Kampfes der Streitkräfte (Transformation) und die Ausbildung der US-Streitkräfte. Am 9. August 2010 kündigte US-Verteidigungsminister Robert Gates an, dass das JFCOM aufgrund von Sparzwängen innerhalb eines Jahres aufgelöst und die Aufgaben an den Joint Staff abgegeben werden sollen. Zum 31. August 2011 wurde es offiziell aufgelöst. Das Hauptquartier befand sich in Norfolk, Virginia. |